# Hypogami
 Der er for få eller ingen kildehenvisninger i denne artikel, hvilket er et problem. Du kan hjælpe ved at angive troværdige kilder til de påstande, som fremføres i artiklen.

Hypogami (af græsk: "hypo" = "under", "gami" = "ægteskab") betegner i etnologi og sociologi det forhold, at en person vælger en ægtefælle fra en lavere socioøkonomisk klasse end vedkommende selv.
Det modsatte af hypogami (at "gifte sig opad") betegnes som hypergami.
| Familie | Spire Denne artikel om familie og parforhold er en spire som bør udbygges. Du er velkommen til at hjælpe Wikipedia ved at udvide den. |